# Entre Ríos (ort)
Entre Ríos är en ort i Bolivia.   Den ligger i departementet Tarija, i den södra delen av landet, 300 km söder om huvudstaden Sucre. Entre Ríos ligger 1 232 meter över havet och antalet invånare är 2 685.
Terrängen runt Entre Ríos är kuperad. Runt Entre Ríos är det mycket glesbefolkat, med 3 invånare per kvadratkilometer.. Det finns inga andra samhällen i närheten.
I omgivningarna runt Entre Ríos växer i huvudsak lövfällande lövskog.